# ロータリーキルン
ロータリーキルン（Rotary kiln）は、主にセメント製造などの窯業に使用される回転式の窯。原料の投入と処理を随時、かつ連続的に行える利点がある。
一般的な窯工業的には1,000°C以上の高温で物質を反応させる（焼成と呼ぶ）際に使用される。

## 構造
セメント製造に使用されるロータリーキルンの構造を下に示す。

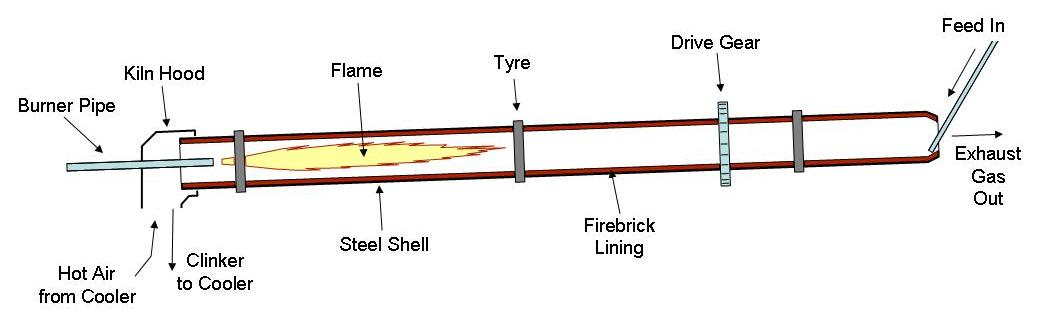
セメント製造に使われるロータリーキルンの構造、あらかじめ粉砕された原料が右上から入り、焼成されて左下に出てくる

現在セメント工場で一般に使用されているロータリーキルンは、直径4 - 6m、長さ60 - 100m、傾斜3 - 4%、回転数2 - 4rpm、内部の温度は右図右端の入り口で400°C、Flame（炎）と示されている部分の最高温度は1,450°Cに達する。キルン内では原料はゆっくり回転しながら徐々に送られる。セメント製造の場合約30分間滞留している。燃料には重油や石炭（微粉炭）が使用される。他に、日本では1990年代以降、再生重油や廃タイヤ、廃プラスチック等の廃棄物由来の燃料の使用も拡大している。

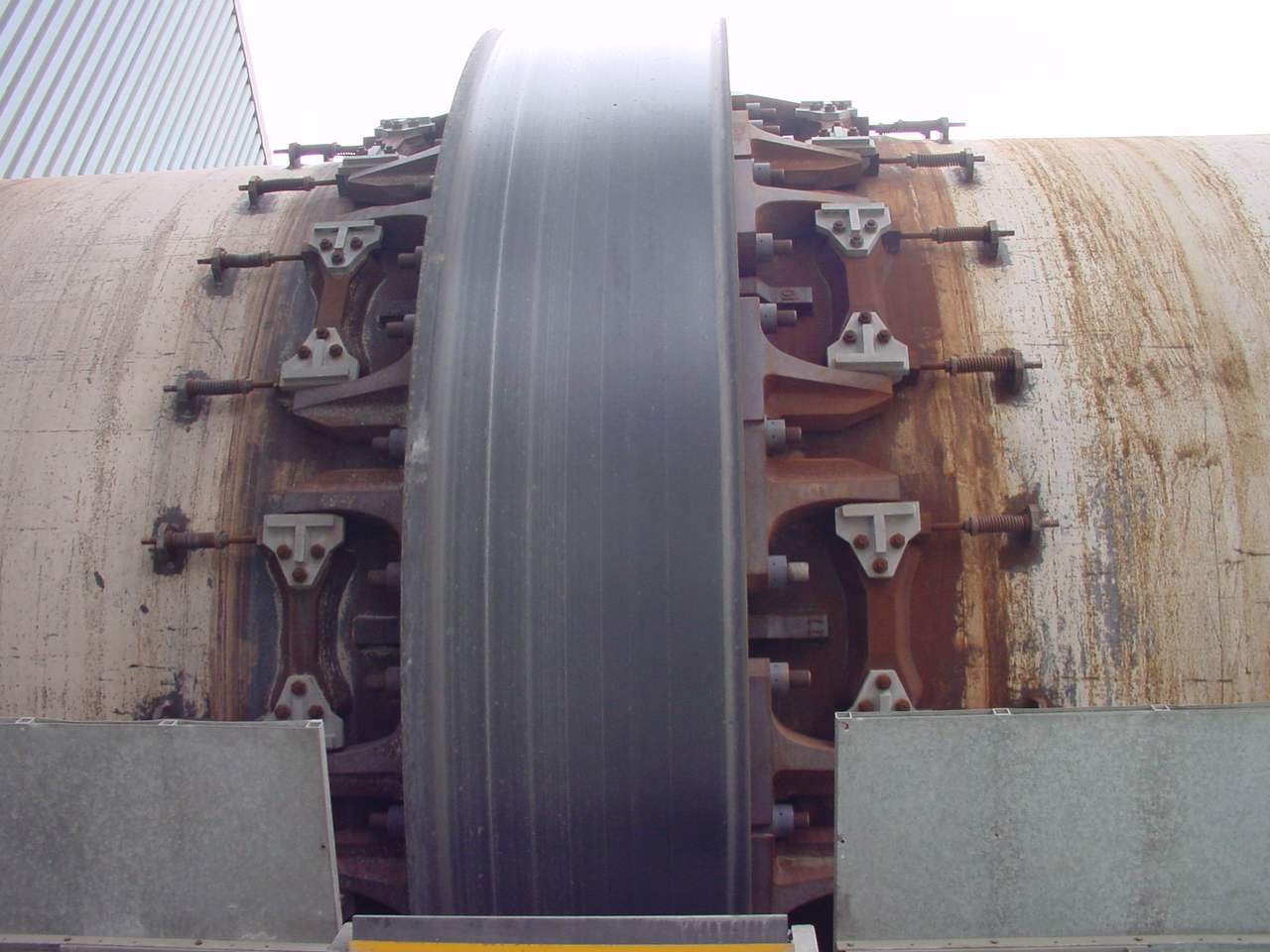
ロータリーキルンのタイヤ部分

ロータリーキルンは厚さ15 - 30mmの炭素鋼で出来ており、内部は耐火煉瓦で内張りされている。キルン外側には回転力を伝える駆動ギヤ（Drive Gear）と胴を支える鉄製のタイヤ（Tyre）が装備されている。

## 用途
セメント、生石灰、軽量骨材（特殊な鉱物を高温で発泡させた骨材）等の製造のほかに、鉱石の焼成などに幅広く使用される。
セメント製造以外では、後述する廃棄物の焼却等の処理や、家畜糞の炭化装置、水銀の製錬（かつては辰砂など水銀鉱石、現在は使用済みの乾電池など）などにも利用されている。

### 廃棄物処理施設としてのロータリーキルン
廃棄物をゆっくりとした回転により攪拌、焼却する。ガス化の早い油泥や廃プラスチック類を燃焼させる。また、廃棄物に含まれる金属類の揮発・分離処理や、都市ごみ焼却灰の焼成再資源化等を行うロータリーキルンもある。処理に伴い、様々な燃焼・揮発生成物を生じることから、漏洩防止には特に留意して設計・製作が行われている。一般的にセメント工業に用いるものよりも小型のものが使用される。